# Jovem Pan FM Bauru
Jovem Pan FM Bauru é uma emissora de rádio comercial brasileira licenciada em Agudos e sediada em Bauru, ambos municípios localizados no interior do estado de São Paulo. Opera no dial FM, na frequência dos 95.5 MHz, originada da migração AM-FM e é afiliada à Jovem Pan FM.

## História
Tudo começou pela Rádio Universal de Agudos, fundada em 1983, a mesma se localizava na Rua 15 de Novembro, no bairro Vila Simões. A emissora apesar de pequena, possuía grandes histórias, além de usar os famosos cartuchos e vinil, na qual era tradicional nas rádios da época. Posteriormente, no passar dos anos, a comunidade Canção Nova de Bauru, adquiriu a emissora que passou a chamar Rádio Canção Nova, a mesma também transferiu sua sede para Bauru, os estúdios eram localizados na Rua Luso Brasileira, no Jardim Estoril.
Em 2014, a emissora solicitou a migração AM-FM. Em 2016, a Rádio Canção Nova de Bauru, encerrou suas atividades e o motivo seria falta de recursos para manter a concessão.
A Jovem Pan FM sempre foi muito solicitada pela população local, já que a rede conseguiu se expandir em várias regiões do país, mantendo seu sucesso à vista. Em 2017 foi anunciada a estreia da Rede Jovem Pan na cidade; apesar da grande expectativa de que a Jovem Pan FM começasse a transmitir; o anúncio indicava que a Jovem Pan News estreasse na cidade . A região era coberta pela Jovem Pan FM de Barra Bonita, que tinha sinal péssimo na área.
Porém em dezembro de 2018, foi anunciada a chegada da Jovem Pan FM na região, mas sem frequência definida. Em fevereiro de 2019, a migração começou no FM 95,5 MHz da cidade vizinha Agudos e assim começou a expectativa para a Jovem Pan FM. A concessão da antiga Rádio Canção Nova, havia sido adquirida pelos mesmos responsáveis da Jovem Pan FM Marília e Jovem Pan News Pompéia.
A emissora estreou no dia 18 de junho às 12h (meio-dia) durante o programa Pânico.